# Litoscalpellum giganteum
Litoscalpellum giganteum är en kräftdjursart som först beskrevs av Jean Abel Gruvel 1902.  Litoscalpellum giganteum ingår i släktet Litoscalpellum och familjen Scalpellidae. Inga underarter finns listade i Catalogue of Life.